# Luca Rambaldi
Luca Rambaldi (Ferrara, 9 de dezembro de 1994) é um remador italiano.

## Carreira
Depois de passar para a categoria masculina, conquistou o título italiano indoor e o segundo lugar em simples no campeonato italiano (2010). Continuou sua jornada na Faculdade Federal de Remo de Piediluco (Terni), onde remou e estudou por três anos, desenvolvendo ainda mais suas habilidades e conquistando um ouro e uma prata no Mundial de Juniores, um ouro e uma prata no Campeonato Europeu de Juniores. Campeonatos (2011 -2012). Ainda na categoria Juniores (sub 19) foi convocado para o Europeu de Varese (Itália) que terminou com sexto lugar no skiff quádruplo.
Nos Jogos Olímpicos de Verão de 2024, em Paris, conquistou a medalha de prata na competição de skiff quádruplo masculino, ao lado de Luca Chiumento, Giacomo Gentili e Andrea Panizza com o tempo de 5:44.40.